# Jean-Baptiste Soubiran
Jean-Baptiste Soubiran est un homme politique français né le 19 mai 1767 à Labastide-d'Armagnac (Landes) et décédé le 15 mars 1858 au même lieu.
Avocat à Mont-de-Marsan, il est député des Landes en 1815, pendant les Cent-Jours.

## Sources
- « Jean-Baptiste Soubiran », dans Adolphe Robert et Gaston Cougny, Dictionnaire des parlementaires français, Edgar Bourloton, 1889-1891 [détail de l’édition]